# 조선민주주의인민공화국의 코로나19 범유행
조선민주주의인민공화국의 코로나19 범유행은 아직 공식적으로 알려진 바가 많이 없다. 조선민주주의인민공화국으로 유입되었다고 주장되는 바이러스는 중화인민공화국에서 비롯된 것으로 간주된다.
3월 중순 기준으로 정부가 코로나19의 확산을 성공적으로 예방했는지, 신중히 확진 사례를 공개하고 있는지, 아니면 단순히 바이러스를 신뢰할 만한 수준으로 검사할 수 없는지의 여부는 불분명하다.
그러나 일본의 보도에 따르면 조선민주주의인민공화국의 코로나바이러스 감염 환자 중에서 사망자가 267명으로 보고되었다는 소식이 있지만, 이는 조선민주주의인민공화국 당국의 기록을 숨기려고 은폐한 것으로 보이게 되며, 실제 감염자는 알 수 없지만 약 5만여 명이 별도의 격리 시설을 통해 격리된 상태인 것으로 보인다.
2022년 5월 13일, 조선중앙통신은 12일 187,800명이 격리 및 치료를 받고 있으며 18,000명의 확진자 발생과 6명이 사망했다고 알리면서 추가로, 4월 말부터 전국적으로 전파 350,000명의 확진자 발생과 162,200명이 완치했다는 소식도 전했다.

## 배경
조선민주주의인민공화국은 의료체계가 취약한 빈곤국가로 제재를 받고 있어 코로나19 유행 시 취약한 국가이다. 특히 광범위한 영양실조가 코로나19의 확산을 악화시킬 수 있다는 우려가 있다. 조선민주주의인민공화국 보건 당국자인 박명수씨는 만약 코로나19가 조선민주주의인민공화국에 퍼진다면 "심각한 재앙을 피할 수 없을 것"이라고 말했다.
외교적으로도 경제적으로도 고립된 중국은 조선민주주의인민공화국의 가장 가까운 동맹국이자 가장 중요한 교역 상대국이며 관광객의 원천인 대유행의 출발점인 중국과 국경을 접하고 있다.
조선민주주의인민공화국 정부는 알 수 없고, 언론은 엄격하게 통제되고 있어 외부에서 조선민주주의인민공화국 내에서 실제로 무슨 일이 벌어지고 있는지 파악하기 힘들다.
조선민주주의인민공화국에서 언론을 덜 엄격하게 통제하지 않으면, 북한 사람들이 큰 위기에 빠질 것이다.
옛날부터 조선민주주의인민공화국은 2014년 에볼라 바이러스와 같은 전염병 앞에서 여행을 제한해왔다. 게다가, 대한민국은 과거에 질병 퇴치에 성공을 거두었고, 2018년에 홍역을 없앴다고 보도되었다. 조선민주주의인민공화국 정부는 매우 전체주의적이며 국가와 사회에 대한 엄격한 통제를 유지하고 있는데, 전문가들은 이 통제가 사회적으로 거리를 두는 것과 같은 질병 통제 조치를 시행하는 데 도움이 될 것으로 예상했다. 조선민주주의인민공화국은 서양에 비해 기술이 덜 좋고 장비도 덜 갖춰져 있고 공중위생 수준도 낮은 편 이지만, 의사가 많다.
일부 한국 언론들은 이 전염병이 국가에 꾸준히 영향을 미치고 있다고 말한다. 이 바이러스는 한국을 통해서보단 바이러스의 발원지인 중국에서 조선민주주의인민공화국으로 들어왔을 가능성이 높다. 중-북 국경 규제는 중무장된 남북 국경보다 느슨하다. 그러나 조선민주주의인민공화국과 국경을 접하고 있는 중국 두 지방(랴오닝성, 지린성)의 코로나19 의심 사례는 낮은 것으로 나타났다.
조선민주주의인민공화국은 2003년 사스와 2014년 에볼라 유입을 막은적이 있다.

## 경과

### 2020년

#### 1월
23일부터 조선민주주의인민공화국은 외국인 관광객의 입국을 금지했다.
23일 신의주에서는 의심환자가 격리되었다.
30일 조선중앙통신은 '국가비상사태'를 선포하고 전국에 방역본부 설치를 보도했다.

#### 2월
2일, 조선중앙통신는 1월 13일 이후 입국한 모든 사람들이 '의료 감독'을 받게 되었다고 보도했다.
7일, 데일리NK는 중국 국경의 신의주에서 조선민주주의인민공화국 주민 5명이 사망했다고 주장했다. 같은날, 코리아타임스는 평양에 살고 있는 조선민주주의인민공화국 여성 1명이 감염됐다고 보도했다. 조선민주주의인민공화국 당국은 이러한 주장에 대해 아무런 확인도 하지 않았지만, 조선민주주의인민공화국은 바이러스 확산을 막기 위해 더 엄격한 조치를 시행하고 있다.
학교는 2월 20일부터 휴교했다.
29일 김정은은 코로나19가 조선민주주의인민공화국으로 확산되는 것을 막기 위해 더 강력한 조치를 취할 것을 요구했다.

#### 3월
9일 데일리NK는 조선인민군 내부의 한 제보자를 인용해 1, 2월 180명의 병사가 사망했으며 약 3700명의 병사가 검역을 받고 있다고 보도했다.
14일 조선민주주의인민공화국 관영매체들은 자국 영토에서 확인된 사례가 없다고 보도했다.
18일 김정은은 조선민주주의인민공화국 내 새 병원 건립을 지시했다. 조선민주주의인민공화국 관영매체들도 3월 17일 전날 새 병원에 대한 기공식이 진행 중이라고 보도했다. 김정은 조선민주주의인민공화국 국무위원장이 조선로동당과 연계한 한 신문에 코로나19를 언급하지 않은 채 국가 보건 시스템의 전반적인 개선을 위해 병원 신축이 이뤄지고 있다고 말한 것으로 알려졌다.
20일 조선민주주의인민공화국 매체들은 평안도에서 2590명 이상이 검역에서 풀려났다고 전했다. 격리된 외국인 3명을 제외하고 모두 풀려난 상태였다.

#### 4월
1일 조선민주주의인민공화국 보건당국 관계자 박명수는 "조선민주주의인민공화국에는 바이러스 감염 사례가 없다"는 주장을 되풀이했다. 23일 전국에서 740건의 코로나바이러스 검사를 받은 것으로 알려졌으며 모두 음성 판정을 받았다.
데일리NK는 23일 두만강을 건너 중국으로 들어가려다 총에 맞은 탈북자가 바이러스 양성반응을 보였다고 보도했다.
이달 중후반에는 평양을 여행하는 외국인에 대한 규제가 완화되고, 남포항은 컨테이너선으로 재개항했으며, 수백명의 대표단이 참석한 제14차 최고인민회의가 마스크를 착용하지 않은 채 열렸다.

#### 7월
코로나에 감염된 것으로 의심된 남성 탈북민이 고향인 개성으로 월북하는 사건이 발생해 경계가 강화되었다. 해당 인물은 남한에서 여성을 강간한 혐의로 수사를 받던 중 월북하였다. 북조선측은 격리 관찰을 거친 뒤 해당 남성이 코로나에 감염되지 않은 것으로 발표했다.

#### 9월
연평도 해역 공무원 피격 사망 사건이 발생했는데, 코로나19 대응을 위해 남북간 경계나 중국, 러시아 국경을 무단 월경하는 사람을 사살하는 것으로 알려졌다.

### 2021년

#### 1월
북한이 코로나19 백신 확보를 위해 국제사회에 도움을 요청한 것으로 알려졌다. 미국 월스트리트저널은 최근 세계 백신 면역 연합, 가비(Gavi)에 코로나19 백신을 받기 위한 신청서를 제출했다고 보도했다. 현재까지도 북한은 공식적으론 코로나19 확진자가 한 명도 나오지 않았다고 주장하고 있다.

### 2022년

#### 5월
5월 12일, 조선중앙통신은 조선민주주의인민공화국에서 코로나19 오미크론 변이 바이러스 확진자가 발생하였다고 공식 발표하였다. 확진자가 발생하였다는 것을 공식 발표한 이후 코로나19 유증상자, 사망자가 급증하고 있다.

## 반응

### 조선민주주의인민공화국 내부
조선민주주의인민공화국은 코로나19로 인해 가장 먼저 국경을 폐쇄한 국가 중 하나였다. 정부는 2020년 1월 말 외국인 관광객에 대한 국경을 폐쇄한 뒤, 지금까지 항공편 운항 중단과 출입국 금지 등 광범위한 여행 규제를 시행하고 있다. 국경의 많은 부분이 폐쇄되었지만, 단둥과 신의주 사이의 다리는 열려 있었고, 물자가 공급될 수 있었다. 지난 2월 말 조선민주주의인민공화국 정부는 치료법이 발견될 때까지 국경을 폐쇄하겠다고 밝힌 바 있다.
조선민주주의인민공화국에서 코로나19가 유행할 가능성은 조선민주주의인민공화국의 빈곤과 좋지 않은 의료 인프라로 인해 국제기구와 관측자들에게 걱정거리다. 일부 외부 기관들은 조선민주주의인민공화국이 코로나19와 싸우는 것을 돕기 위해 지원했다. 러시아 정부는 테스트 키트를 제공했고, 세계보건기구는 확진 환자가 없음에도 불구하고 물자를 보낼 계획을 발표했고, 국제 적십자사 및 적신월사 협회 연합, 미국 국무부, 한국 정부 모두가 이 바이러스를 퇴치하는데 도움을 주겠다는 뜻을 나타냈다. 미국 정부는 유엔과 함께 제재 예외를 만들기 위해 노력했지만, 이들도 지원 절차를 늦춘다는 비판을 받았다. 국경 없는 의사회는 지난 3월 말 진단 장비와 개인 보호 장비 공급이 중국 국경에서 좌초됐다고 밝혔다.
2월 초 조선민주주의인민공화국 정부는 바이러스 확산을 막기 위해 강도 높은 조치를 취했다. 로동신문은 남포항 세관 직원들이 수입품을 검역하는 등 방역활동을 벌이고 있다고 보도했다. 2월 초에는 모든 국제선 항공편과 철도 서비스가 중단되었고, 이후 몇 주 동안 해상 및 도로 연결은 대부분 중단되었다.
그 달에 마스크 착용이 의무화됐고 식당 등 공공장소 방문이 금지됐다. 스키장과 스파는 폐쇄되고 군사 열병식, 마라톤, 기타 공공 행사가 취소되었다.
전국 각지에서 휴교를 했고, 타지에서 온 평양의 대학생들은 기숙사에 갇혀 있었다.
다른 나라에서 귀국하는 조선민주주의인민공화국 주민들에게는 40일동안 격리되었고, 이 기간에는 30일의 '의학적 관찰' 기간이 추가되었다. 조선민주주의인민공화국 매체에 따르면 3월 1일 7000명에 가까운 조선민주주의인민공화국 주민들이 이런 규정을 적용받았다.
조선민주주의인민공화국 정부에 따르면 3월 말까지 1만 명이 격리됐다. 2월 12일부터 14일간 모든 외국인(현지 직원 포함)에 대한 검역 기간이 30일로 연장됐다. 외교관 등 외국인들은 지난 3월 블라디보스토크로 대피했다. 조선민주주의인민공화국 매체에 따르면 지난 3월 27일까지 평안남도과 평안북도, 량강도, 라선특별시 등지에서 검역 중인 외국인이 2명에 불과하고 조선민주주의인민공화국 주민 2280명이 '의학적 관찰'을 받았다.
조선민주주의인민공화국군은 2020년 3월 초 두 차례에 걸쳐 5발의 미사일을 발사했는데, 이는 "바이러스가 발생한 가운데 다른 나라의 의제로 남아 있도록 하기 위한 노력"일 수도 있다. 지난 3월 말 최고인민회의가 4월 초 열릴 것이라는 발표와 함께 미사일 시험발사가 더 이어졌다. 외국 들은 정부가 바이러스에 대한 그들의 대처에 자신감을 보이려고 노력했다고 말했다. 군 당국은 이번 도발이 대유행을 감안해 "극히 부적절하다"고 규정했다.
2020년 3월 18일 김정은 조선민주주의인민공화국 국무위원장이 병원 신축을 지시했다.
김정은 조선민주주의인민공화국 국무위원장이 문재인 대통령에게 서한을 보내 남한에서 발생한 사태 속에서 지지를 표명했다. 도널드 트럼프 미국 대통령이 김정은 위원장에게 친서를 보내 코로나19 대처에 협력하겠다는 뜻을 밝혔다. 조선민주주의인민공화국 관영매체들은 다른 나라들에서 발생한 발병의 심각성을 보도했다.
2020년 3월 31일 아시아타임스는 조선민주주의인민공화국의 대유행 대책이 대체로 성공한 것처럼 보였다고 보도했다. 세계보건기구(WHO) 조선민주주의인민공화국대표 에드윈 살바도르 대표는 4월 2일 현재 709명이 검사를 받았으며 확진자는 없으며 509명이 격리 중이라고 전했다.
김정은은 4월 11일 조선노동당 정치국 회의를 주재했다. 이날 회의에서는 '전 세계적인 전염병으로부터 우리 국민의 생명과 안전을 보호하기 위한 국가적 조치를 보다 철저히 하는 것에 대하여'라는 중앙위원회, 국무위원회, 내각의 공동 결의안이 채택됐다. 결의안은 전염병이 지속적으로 확산됨에 따라 바이러스 침투 여부를 철저히 점검하기 위해 국가 차원의 엄격한 대책을 강구할 것을 주문했다.
4월 23일, 미국 분석 웹사이트 38노스는 조선민주주의인민공화국의 초기적이고 광범위한 대응이 바이러스를 억제하는 데 성공한 것으로 보인다고 보도했다.

### 대한민국
1월 30일 이후 남북 양측은 조선민주주의인민공화국 개성에 위치한 남북 공동 연락 사무소를 잠정 폐쇄하고 있다. 대한민국 측 관계자는 이날 귀환했다. 또한 이에 대해 조선민주주의인민공화국 측 관리들은 의견을 제시하고 있다. 2월 3일 통일부 대변인은 대한민국 정부는 남북이 방역 작업이 필요하다고 했었다. 남북은 손을 잡고 서울-남북 핫 라인 개통을 대체하기 위해 평양의 남북에 공동으로 구제역에 연락 사무소를 폐쇄하고 있다. 이에 따라 매일 오전 9시와 오후 5시 전화 연락을 유지하고 있다.
주한 미군이 2월 6일 오전 RC-12X 정찰기를 오산 공군 기지에서 이륙시켜서 비무장 지대 가까이로 비행해서 강원도 지역 이남을 정찰했다. 이번 조선민주주의인민공화국 관련 방역 주한 미군 감시 임무를 수행하기 위한 움직임을 보이고 있다.
2월 21일, 대한민국 정부가 강조할 것을 논의할 수 있는 상황을 봐 구제역 정부와 의료 기술의 양쪽 호흡을 맞춘다고 하였다.
2월 28일 한국 개발 연구원이 이번 방역 상태를 겨냥 조선민주주의인민공화국 전문가 초청회를 열어 중점적으로 조율 조정하는 등 방역을 포함 조선민주주의인민공화국과 두 의료 기술과 한국이 협력할 가능성이 있다고 밝혔다. 한양대 의대를 졸업한 교수 및 조선민주주의인민공화국 조정 협의회 참석자들이 포함되고 있다. 고려대 최 교수는 공공 정책 연구소, 정훈 씨 전문가들은 조선민주주의인민공화국의 조정 회의가 주된 이유는 확진 환자 임상 증상 관찰을 믿고 있지 않고 빨리 충분한 검사를 했고, 시험제가 계속됐었다고 밝혔다.
3월 1일 대한민국 대통령 문재인이 이화여대 삼일절 기념식에서 인사 말을 하고 문제와 관련해 구제역과 인접한 것을 제외하고 있다. 일본, 동남아 국가와 협력 외에 조선민주주의인민공화국과 손을 맞잡고 우선돼야 한다고 말했다. "평양 공동 선언을 재확인해 남북을 강조하고 있을 것 같다. 손을 잡고 각 분야에서 협력하고 있다. 한반도의 평화와 안전은 더 촘촘해 진다."고 말했다.
통일부는 3월 3일 조선민주주의인민공화국에 대해 물자를 지원하는 국제 기구와 민간 단체와 협상 중이다. 한국에 대한 지원 관련 통일부는 관련 절차가 진행되지만 준수는 이날 현재 조선민주주의인민공화국과 본격적인 관계에 대해 아직 협상과 관련 수요 물자의 자료를 받고 있다. 다음 날 통일부에 따르면 변경 사항에 대해 이전에 기초 및 국내 감염 상황을 고려한 조선민주주의인민공화국의 남북 정세 발전을 추진하는 현재, 협력을 우선적으로 하기 어렵기 때문에 국내 상황을 고려하지 않고 일단 발생하면서 조선민주주의인민공화국과의 협력을 논의하고 있다. 5일 조선민주주의인민공화국 김정은에 대해 청와대가 확인됐다. 4일 한국에서 지도자에게 친서를 보낸 편지에는 인문을 제외하고 후보 문재인의 건강이 위문문에 한국을 이길 수 있다고 믿는 것에 대해서는 문재인의 우정을 과시했다. 신뢰는 변하지 않는다고 한다. 청와대 공보 수석 비서관에 따르면 윤 도 문 후보는 5일도 마찬가지로 김정은에게 친서를 보내고 있다. 연합 뉴스는 한국이 두 통신사를 말하는 경우 비교적 지도자 서로 편지 보기 드물다고 하였다.
일본은 3월 9일 요미우리 신문에 따르면 조선민주주의인민공화국의 차이로 삼일절 한국에 대화를 나눈 뒤 마스크 지원을 요청했다가 거절당했다. 이에 대해 통일부는 이 사실을 부인하고 한국을 재확인하고 원하지만, 두 현 단계에서 한미가 협력하고 의료업이 조선민주주의인민공화국의 구체적인 지원을 요청이나 관련 사항이다.
더불어 민주당은 지난 3월 12일 기자 회견을 열어 한국 정부가 고려할 수 있다는 지적이 다시 시작됐고, 개성 공업 지구에서 민수품을 생산할 것에 대비해 출산과 관련한 물자 수요를 이날 오후 구제역 청원 게시판과 청와대 만명 이상이 동의를 받았을 것을 요청했다. 이에 대해 우리 통일부는 남북 관계 속에서 방역 요원들이 실내에서 양측이 접촉하고 방역의 허점이 지적 및 관련 자재 수송에 관한 추가 수원도 필요한 국제 협상과 조정에 나와서 얼굴에 대한 한·조선민주주의인민공화국 제재도 있다. 문제는 반드시 필요하다 셧 국무부에 들어갔다. 생산 부족에 대해서는 개성 공단 재개를 위한 마스크로 남북 관계의 개선에 반발하고 관련 진정을 모든 유엔 회원국들이 이행해야 한다는 입장을 재확인한 유엔 안전 보장 이사회 결의를 다졌다.
통일부는 지난 3월 20일 정례 브리핑을 겨냥한 부대변인. 확실한 것이 조 씨의 혜택을 받 미 국무장관. 마이크. 오 필 패 한국과 조선민주주의인민공화국이 언급한 협력은 정부가 의학은 이미 여러번 조선민주주의인민공화국에 인도적 협력. 상호 이익 관계지만 조선민주주의인민공화국에 대한 지원 요청을 제시하지 않고 남북이 협력을 논의 중이다.

## 영향
한국 언론은 코로나19 전염병의 조선민주주의인민공화국 확산을 시사하는 뉴스를 공유했지만, WHO는 그러한 주장의 진실성을 부인했다. 2월 18일, 로동신문은 한 공중 보건 관리의 말을 인용해 한국이 "지금까지 새로운 코로나바이러스 확진자가 없었다"고 재차 강조했다. WHO는 보호장비와 물자 수송 등 대북 지원을 우선시했다.

### 군사적
지난 3월 초 조선민주주의인민공화국 정부는 이들이 코로나19 확진자를 전혀 갖고 있지 않다고 계속 부인했다. 그러나 한국 언론 데일리NK에 따르면 180명의 군인이 사망했다. 단지 감염된 사람들에 대한 추정치는 없었다.
지난 2월과 3월 미국 관리들은 조선민주주의인민공화국의 군사활동이 감소하는 것을 관찰했는데, 이는 조선민주주의인민공화국에 코로나19 확진자가 있다는 신호로 여겨진다. 로버트 B. 에이브럼스 장군은 조선민주주의인민공화국군이 '약 30일간 제재됐다' '24일 동안 비행기를 타지 않았다'고 관측했다.

### 정치적
탈북자들의 탈북을 돕는 지하 네트워크는 탈북 시도가 중단되는 등 철저한 방제가 시행되는 가운데 운영이 거의 불가능해 왔다. 조선민주주의인민공화국 김정은 정권과 중국 시진핑 정권에서 안보가 강화되면서 이미 탈북률이 감소하고 있었다.

### 경제적
3월 26일 뉴욕타임스는 영국 왕립연합서비스연구소가 공유한 위성사진을 보도했는데, 이 위성사진은 석탄 등의 불법 밀거래가 중단되었고, 상업선들은 현재 자국 항구에서 빈둥거리고 있는 것으로 나타났다.

## 같이 보기
- 조선민주주의인민공화국의 건강 상태